# کنتا سوزوکی
کنتا سوزوکی (انگلیسی: Kenta Suzuki؛ زادهٔ ۱۶ سپتامبر ۱۹۸۵) بازیکن فوتبال اهل ژاپن است.